# IEEE 829
IEEE 829, també coneguda com la norma 829 per a la documentació de test de sistemes i programari. IEEE 829 és una normativa del IEEE que especifica la forma o format d'una sèrie de documents per a realitzar uns assajos de sistema i programari en un màxim de 8 etapes diferents. Cadascuna d'aquestes 8 etapes produeix el seu tipus de document.

## Documents
Els documents són :
- MTP (Master Test Plan) : document amb funcionalitat de resum general de la planificació dels assajos.
- LTP (Level Test Plan) : document que especifica els dispositius a assajar, els assajos a realitzar, les condicions dels assajos i el personal responsable de cada tasca.
- LTD (Level Test Design) : document indicant els assajos en concret, els resultats esperats i els criteris d'aprovació.
- LTC (Level Test Case) : document que especifica les dades a emprar durant els assajos.
- LTPr (Level Test Procedure) : document detallant els procediments per a executar cada assaig.
- LTL (Level Test Log) : document de registre amb les dades dels diferents assajos.
- AR (Anomaly Report) : document on d'indiquen totes les incidències que requereixin investigatiu ocorregudes durant els assajos.
- LITSR (Level Interim Test Status Report) : document resum dels resultats provisionals i possibles recomanacions.
- LTR (Level Test Report) : document resum dels resultats finals i possibles recomanacions.

- MTR (Master Test Report) : document resum dels resultats finals amb tot un seguit de conclusions i avaluacions finals.